# 鈴木セルヒオ
鈴木 セルヒオ（すずき セルヒオ、1994年10月9日 - ）は、日本のテコンドー選手。神奈川県川崎市出身、東京書籍所属。JOC強化指定選手。

## 略歴
日本人の父とボリビア人の母の間に生まれた。父はバイクで南米旅行中に転倒して入院し、その後日本食レストランでともに働いていた母と結婚。家族はボリビアでオートバイの販売や焼きそば店を開業していたが治安が悪く強盗により売上金を失い、日本に帰国後、川崎市内でセルヒオが生まれた。5歳の時に家族は再びボリビアに移住。6歳からテコンドーを始めた。
日本人選手がテコンドー留学している韓国の漢城（ハンソン）高等学校を知り入学、大学は日本の大東文化大学に進学した。弟はテコンドーの選手である鈴木リカルド。2019年、東京五輪日本代表最終選考会では兄弟揃って優勝し、東京オリンピック代表選手に内定した。
2020年東京オリンピックにテコンドー男子58キロ級で出場し、エチオピアのソロモン・デムセに2－22で敗れた。

## 成績
出典:【東京書籍】 アスリート社員
- 2015年
  - アルゼンチン国際オープン大会 -58 kg 級 3位
  - コリア国際オープン選手権大会 -58 kg 級 3位
- 2016年
  - コリア国際オープン選手権大会 -58 kg 級 優勝
  - 第31回 オリンピック競技大会 アジア大陸予選 -58 kg 級 3位
- 2018年
  - USオープン ラスベガス -58 kg 級 3位
  - アジア競技大会選考会 -58 kg 級 優勝
  - アジア選手権選考会 -58 kg 級 優勝
  - ドイツオープン -58 kg 級 3位
  - 第11回全日本テコンドー選手権大会 -58 kg 級 優勝
  - 第18回アジア競技大会 -58 kg 級 3位
- 2019年
  - テコンドー競技 東京2020オリンピック日本代表選手・最終選考会 -58 kg 級 優勝
  - 第12回全日本テコンドー選手権大会 -58 kg 級 優勝
  - 第46回オランダオープン -58 kg 級 3位